# Torsballe
Torsballe (dansk), Thorsballe (ældre dansk) eller Torsballig (tysk) er en landsby beliggende nord for Havetoftløjt i det centrale Angel i Sydslesvig. Med under Torsballe hører udflyttersteder Torsballe-Nørreskov og -Østerskov. Administrativt hører landsbyen under Midtangel Kommune i Slesvig-Flensborg kreds i den nordtyske delstat Slesvig-Holsten. Torsballe var tidligere en selvstændig kommune, men kom ved kommunalreformen 1974 under Havetoftløjt kommune. I 2013 indgik Havetoftløjt med Torsballe i den nye Midtangel kommune. I kirkelig henseende hører landsbyen til Havetoft Sogn. Sognet lå i Satrup Herred (Gottorp Amt, Sønderjylland), da området tilhørte Danmark. I nord grænser landsbyen til Mindgab (Mingab) og Sorgefri, i vest til Hostrup og i syd til Hostrup Å.
Torsballe er første gang nævnt 1554. Stednavnets første led er afledt af gudsnavn Tor eller personavnet Tore (sml. det nærliggende Torskjeld). På jysk / angeldansk udtales stednavnet Tosballe.
I den danske tid rådede landsbyen over en skole med omtrent 45 børn. Skolesproget var dansk. Øst for landsbyen er er flere gravhøje såsom Asserhøj, Pennishøj og Hørmænds Hoved (el. Herremandshøj). Til den sidste gravhøj knyttes det jyske folkesagn om Kong Frode, som skulle være faldt i slaget på markerne omkring Havetoft, Løjt og Torsballe og senere blev begravet i Hærmænds Hoved.